# Elvia Arcelia Quintana Adriano
Elvia Arcelia Quintana Adriano es una abogada, investigadora y académica mexicana. En 2010 la Universidad Nacional Autónoma de México la nombró profesora emérita.

## Trayectoria
Estudió la licenciatura en la Facultad de Derecho, la maestría en Administración Pública en la Facultad de Ciencias Políticas y Sociales y obtuvo el doctorado en Derecho con mención honorífica en la Facultad de Derecho. Tiene diplomados en México, Alemania e Israel.
Como docente e investigadora estudia las siguientes líneas de investigación: Derecho Mercantil, Derecho Empresarial, Derecho Bancario, Derecho Bursátil, Organizaciones y Actividades Auxiliares de Crédito, Concursos Mercantiles. Contratos Mercantiles, Derecho Financiero y Comercio Exterior.
En 1983 fue elegida Consejera Universitaria, representando profesores y en 1997 representando investigadores.
Es investigadora del Instituto de Investigaciones Jurídicas de la UNAM e integrante del Consejo Directivo de la Barra Mexicana Colegio de Abogados.
De 2020 a 2023 fue presidenta de la Junta de Honor del CONAHCYT.
Fue titular de la Oficina de Asuntos Civiles y Mercantiles del Banco Nacional de Crédito Rural.

### UNAM
Su trayectoria como autoridad en la UNAM incluye: 
- Secretaria académica de la División de Estudios de Posgrado de la Facultad de Derecho
- Titular de la División de Educación Continua de la Facultad de Derecho
- Directora general de Legislación Universitaria
- Abogada General de la UNAM.[6]

## Reconocimientos
- 2005. Reconocimiento Sor Juana Inés de la Cruz
- 2006. Premio Universidad Nacional en el área de Docencia en Ciencias Económico- Administrativa
- 2010. Profesora emérita por la UNAM
- 2021. Investigadora emérita por el Sistema Nacional de Investigadores del Conahcyt por su trayectoria de más de 50 años en la docencia y más de 30 años en la investigación
- Medalla al Mérito Legislativo que otorga la Asociación Nacional de Abogados
- Medalla al Mérito Universitario por 35 años de docencia
- Reconocimiento Catedrática UNAM
- Mérito Jurídico en reconocimiento por los relevantes servicios prestados a la comunidad nacional e internacional en el Área de Ciencias Jurídicas por la Cámara Municipal de Riberao Preto, estado de Sao Paulo, Brasil.[7]